# John Ray
John Ray o Wray (29 de noviembre de 1627 en la villa de Black Notley, cerca de Braintree (Essex) - 17 de enero de 1705 en Black Notley) fue un naturalista inglés, a veces llamado el padre de la historia natural británica. Hasta 1670, firmó como John Wray y a partir de entonces usó "Ray" tras verificar que era esa la forma que su familia había utilizado antes que él. Contrariamente a otros naturalistas de su época, no era médico. Por tanto no se interesaba por las plantas por razones farmacológicas sino por motivos más científicos. Ray es considerado como el fundador de la botánica moderna.
Hijo de un herrero pobre, tuvo la oportunidad de estudiar en Cambridge. Como allí no se realizaban cursos sobre botánica, estudió por su cuenta esta disciplina.

## Botánica
En 1660, apareció de forma anónima, una obra sobre la flora de los alrededores de Cambridge (Catalogus stirpium circa Cantabrigiam nascentium) donde plasmó sus primeras observaciones. Cada vez que abordaba una especie nueva, proporcionaba información sobre su hábitat, descripción morfológica, su floración e indicaciones terapéuticas. La obra tuvo un gran éxito.
En 1670, publicó Catalogus plantarum Angliæ et insularum adjacentium, primera obra sobre la flora inglesa. Este trabajo fue el resultado de numerosas actividades de recogida de plantas por todo el país. Algunas de las especies las cultivaba en su jardín de Cambridge.
Planeó la publicación de una flora europea y realizó viajes a Europa. Comenzó a publicar en 1686 Historia plantarum generalis, primer tentativa de una flora mundial. Ray añadió a las especies europeas las plantas que le fueron enviadas por exploradores europeos.
Ray intentó una primera clasificación natural de las plantas y expuso su método en tres obras: Methodus plantarum nova (1682), el primer volumen de Historia plantarum (1686) y en Methodus emendata (1703).
Separó las monocotiledóneas de las dicotiledóneas de forma clara, probablemente inspirado por Teofrasto, y las gimnospermas de las angiospermas. Separó también las plantas sin flores de las plantas con flores.
Gracias a él, el vocabulario botánico se enriqueció considerablemente. Se le deben a él términos como cotiledón o polen. También utilizó los vocabularios de Marcello Malpighi y Nehemiah Grew.
John Ray también intentó la realización de una clasificación aproximada de las distintas clases de champiñón.

## Ornitología
En 1676, Ray publicó Ornithologia libri tres de Francis Willughby, muerto prematuramente. Esta versión latina se traduciría al inglés dos años más tarde. Se considera que Ornithologia es una de las obras fundadoras de la ornitología moderna. No se conoce cual fue la participación de Ray en dicha obra, su amistad con Willughby, explica sin duda su discreción sobre este punto.
Ambos habían viajado juntos por Europa. En Holanda, observaron las colonias de garzas y cormoranes.

## El concepto de especie
En los siglos XVII y XVIII numerosos zoólogos y botánicos habían utilizado los conceptos de género y especie pero sin darle un fundamento riguroso, lo que dio lugar a la proliferación de nombres atribuidos a las especies descritas.
Se atribuye a Carlos Linneo la definición de estos conceptos, pero una lectura cuidadosa de los textos de Ray, que Linneo citó en numerosas ocasiones, muestra que Ray había descrito de una forma muy similar a la de Linneo, estos conceptos treinta años antes.,

En su Historia plantarum, indica también que las plantas no pueden transmitir a sus descendientes características adquiridas accidentalmente. Precisó que los individuos pertenecientes a una especie dan lugar a individuos idénticos a ellos. También apuntó la ausencia de descendencia fértil en el caso de cruce entre individuos de especies distintas.
Queda integrar en esta visión de las especies, las diferencias individuales. Para Ray, estas se deben únicamente a accidentes o restricciones del medio ambiente(como el clima, el sol o la alimentación). La diversidad de apariencias de las especies domésticas, al no impedir los cruces, constituía para Ray una prueba suplementaria de la estabilidad de las especies.
Ray creía que el número de especies del mundo estaba fijo desde la creación del mundo y nunca concibió la posibilidad de una cierta evolución.

## Filosofía

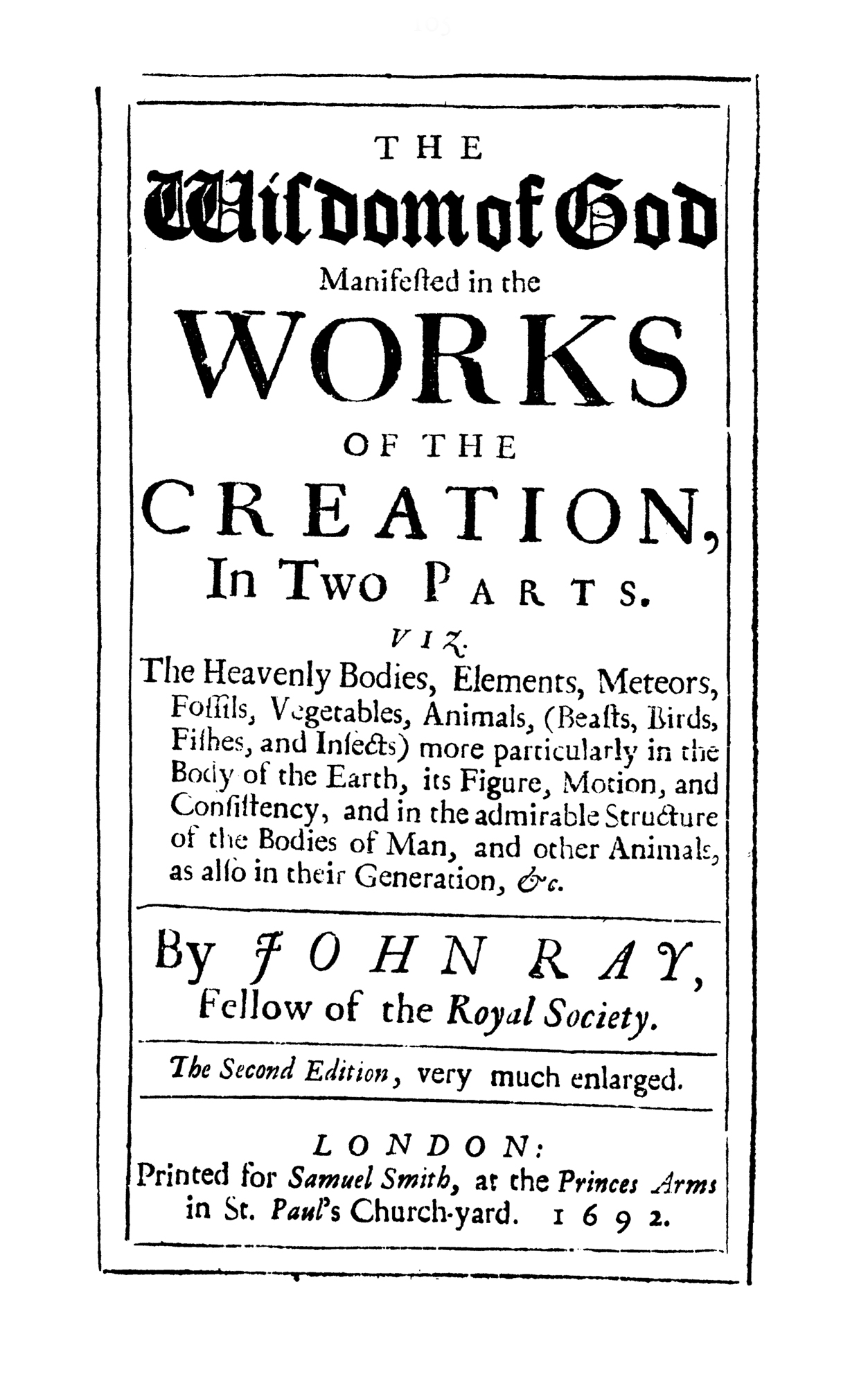
Frontispicio del The Wisdom of God, 2.ª ed. de 1692.

John Ray publica en 1691 The Wisdom of God Manifested in the Works of the Creation, que sería editada veintitrés veces entre 1691 y 1846. La primera edición se vende totalmente en menos de un año. El tema de este libro no era verdaderamente original, otros autores ya habían hecho, como Ray, de la adaptación de los animales y vegetales a su entorno la prueba de la sabiduría y el poder del Creador. Ray se interesa además en otros muchos asuntos«», como la influencia de la Luna sobre las mareas, la forma de las células o los movimientos de aves y peces.
Su texto sería aprovechado por William Paley (1743-1805) en su Natural Theology de 1802, y sus ejemplos de adaptación por Charles Darwin (1809-1882).
Para un creyente como John Ray, la Biblia se considera un documento histórico literalmente verdadero.

## Obra
Publicó alrededor de 23 obras, dependiendo de cómo uno los cuente. Sus obras biológicos eran por lo general en latín, el resto en inglés.
- 1660: Catalogue of Cambridge plants.

- 1668: Tables of plants.

- 1668: Catalogue of English plants.

- 1670: Collection of English proverbs.

- 1673: Observations in the Low Countries and Catalogue of plants not native to England.

- 1674: Collection of English words not generally used.

- Ray, John (1674). A discourse on the seeds of plants. pp. 162-169., in Birch (1757)

- 1675: Trilingual dictionary, or nomenclator classicus.

- 1676: Willughby's Ornithologia.[5][4]p52[6]Chapter 12 "Willughby and Ray laid the foundation of scientific ornithology".[7]}}

- Ray, John (1682). Methodus plantarum nova: brevitatis & perspicuitatis causa synoptice in tabulis exhibita, cum notis generum tum summorum tum subalternorum characteristicis, observationibus nonnullis de seminibus plantarum & indice copioso [New method of plants] (en latín). Londres: Faithorne &  Kersey.

- 1686: History of fishes.[8]

- 1686–1704: Historia plantarum species [History of plants]. Londres: Clark 3 v. v. 1 1686, v. 2 1688, v. 3 1704 (en latín)</ref> Al tercer volumen le faltaron placas, por lo que su asistente James Petiver publicó el Catalogue de Petiverin en partes, 1715–1764, con placas. La obra de los dos primeros volúmenes fue apoyada por suscripciones del Presidente y miembros de la Royal Society.</ref>

- 1690: Synopsis of British plants.

- 1691: The wisdom of God. 2.ª ed. 1692, 3.ª ed. 1701, 4.ª ed. 1704.[9][4]p92[6]p452

- 1692: Miscellaneous discourses concerning the dissolution and changes of the world.[10][6]p426

- 1693: Synopsis of animals and reptiles.

- 1693: Collection of travels.

- 1694: Collection of African plants.

- 1695: Plants of each county. (Camden's Britannia)

- Ray, John (1696). De Variis Plantarum Methodis Dissertatio Brevis [Brief dissertation] (en latin). Londres: Smith &  Walford.

- 1700: A persuasive to a holy life.

- Ray, John (1703). Methodus plantarum emendata et aucta: In quãa notae maxime characteristicae exhibentur, quibus stirpium genera tum summa, tum infima cognoscuntur & áa se mutuo dignoscuntur, non necessariis omissis. Accedit methodus graminum, juncorum et cyperorum specialis (en latin). Londres: Smith &  Walford.

- 1705. Method and history of insects Post mortem, no editado.

- 1713:  Synopsis methodica avium & piscium: opus posthumum (Synopsis of birds and fishes) [en latín]. William Innys, Londres. v. 1: Avium, v. 2: Piscium

- 1713 Three Physico-theological discourses.[11][12]p37 Robert Hooke, como Nicolas Steno, no tenían ninguna duda sobre el origen biológico de los fósiles. Hooke agregó el punto de que algunos fósiles ya no vivían, por ejemplo amonitas, éste fue un motivo de preocupación de Ray.[13]p327

## Reconocimientos

### Eponimia
- (Dioscoreaceae) Rajania L.[14]
- (Polygonaceae) Rajania Walter (sin. Brunnichia Banks ex Gaertn.)
- La abreviatura «Ray» se emplea para indicar a John Ray como autoridad en la descripción y clasificación científica de los vegetales.[15]